# Anchors Aweigh
Anchors Aweigh (Hissa ankare) är kampsången för United States Naval Academy i Annapolis, Maryland, USA samt den inofficiella marschen för USA:s flotta. 
Den tonsattes 1906 av Charles A. Zimmermann med text av Alfred Hart Miles. När han tonsatte Anchors Aweigh var Zimmermann kapten och hade varit orkesterledare för United States Naval Academy Band sedan 1887. Miles var kadett tillhörande 1907 års avångsklass och hade frågat Zimmermann att assistera honom i att komponera en sång för den avgångsklassen, avsedd att användas vid en match i amerikansk fotboll. Den framfördes offentligt för första gången vid Army–Navy Game den 1 december 1906 vid Franklin Field i Philadelphia, Pennsylvania. Navy vann matchen med 10–0 inför en publik på 30 000 åskådare.
Långt senare skulle en annan kadett, Royal Lovell i 1926 års avgångsklass, skriva det som blev den tredje versen. Anchors Awigh har med tiden fått en de facto ställning som marschen för USA:s flotta, men saknar alltjämt formellt erkännande som sådan.

## Sångtext

### 1906
Ursprungsversionen som fortfarande används vid United States Naval Academy:
Stand Navy down the field, sails set to the sky;

We'll never change our course, So Army you steer shy-y-y-y.

Roll up the score, Navy, anchors aweigh!

Sail Navy down the field and sink the Army, sink the Army grey!
Get under way Navy, decks cleared for the fray;

We'll hoist true Navy Blue, So Army down your grey-y-y-y;

Full speed ahead, Navy; Army heave to;

Furl Black and Grey and Gold, and hoist the Navy, hoist the Navy Blue!
Blue of the Seven Seas; Gold of God's Great Sun

Let these our colors be till all of time be done, done, done,

By Severn's shore we learn Navy's stern call:

Faith, Courage, Service true, with Honor, Over Honor, Over All.

### 1926
Omskrivna verser 1926 av George D. Lottman:
Stand, Navy, out to sea, Fight our battle cry;

We'll never change our course, So vicious foe steer shy-y-y-y.

Roll out the TNT, Anchors Aweigh. Sail on to victory

And sink their bones to Davy Jones, hooray!
Anchors Aweigh, my boys, Anchors Aweigh.

Farewell to college joys, we sail at break of day-ay-ay-ay.

Through our last night on shore, drink to the foam,

Until we meet once more. Here's wishing you a happy voyage home.

### 1997
Omskrivna verser 1997 av Master Chief Petty Officer of the Navy John Hagan, som används runt om i USA:s flotta numer:
Stand Navy out to sea, fight our battle cry!

We'll never change our course so vicious foes steer shy-y-y-y!

Roll out the TNT, anchors aweigh!

Sail on to victory, and sink their bones to Davy Jones, hooray!
Anchors Aweigh, my boys, Anchors Aweigh!
 
Farewell to foreign Shores, we sail at break of day-ay-ay-ay;
 
Through our last night ashore, drink to the foam,
 
Until we meet once more, here's wishing you a happy voyage home!
Blue of the mighty deep, Gold of God's great sun;

Let these our colors be, Till All of time be done-n-n-ne;

On seven seas we learn, Navy's stern call:

Faith, courage, service true, With honor over, honor over all.